# Amitai Sandy

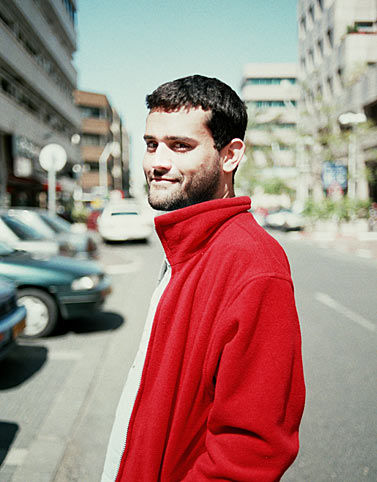
Amitai Sandy (2005)

Amitai Sandy, eigentlich Amitai Sanderovich (* 1976  in Kfar Saba), ist ein israelischer Karikaturist und Comicautor.

## Arbeit
Sandy studierte visuelle Kommunikation an der Bezalel Academy of Arts and Design in Jerusalem. Bereits als Student gab er das Comic-Magazin Penguins' Perversions heraus, von dem 21 Ausgaben erschienen. 2003 gründete er mit vier befreundeten Künstlern die Dimona Comix Group, die in Englisch publiziert, um ein internationales Publikum anzusprechen. Die Comic-Anthologien thematisieren vor allem die Entfremdungen und Ängste junger Israelis im derzeitigen Nahostkonflikt. Neben der Arbeit für Dimona publiziert Sandy auch auf Hebräisch. Gemeinsam mit Uri Ashi gründete er 2004 Ashisandy Studios, die unter anderem illustrierte Neuübersetzungen von klassischen Kinderbüchern herausgeben. Seine Arbeiten erschienen auch in verschiedenen Tageszeitungen in Israel, etwa Jedi’ot Acharonot, Haaretz oder The Marker. Er gilt als Repräsentant des Aktivisten-Flügels der aktuellen israelischen Comic-Szene, mit kompromisslosem schwarzen Humor, der die Entstehung einer Generation von nihilistischen Jugendlichen vorwegnahm und beeinflusste, die die bestehenden Ideale ablehnt.

### „Israeli Anti-Semitic Cartoon Contest“
Als Reaktion auf den Internationalen Holocaust-Karikaturen-Wettbewerb rief Sandy gemeinsam mit Eyal Zusman 2006 zum Israeli Anti-Semitic Cartoons Contest auf, an dem sich ausschließlich jüdische Zeichner beteiligen sollten. Als Gewinn wurden sowohl Geldpreise als auch – einen alten antisemitischen Topos aufnehmend – „unser großartiges Mazzen-Brot, gebacken mit dem Blut christlicher Kinder“ angekündigt. In der Jury des Wettbewerbs saß unter anderem Art Spiegelman (Maus), langjähriger Karikaturist für den New Yorker. Die Intention des Wettbewerbs war es nach Sandys Angaben, „das Feuer mit Humor zu bekämpfen“. Der Wettbewerb sei eine „Demonstration der Stärke und Selbstsicherheit. Bevor andere ihre Finger auf uns richten, werden wir es selbst tun – und witziger. Wir sind koschere Antisemiten“.
Sandy sieht sich einer historischen Tradition verbunden:
„Wir haben in Archiven und Bibliotheken recherchiert und viele alte jiddische Zeitungen aus der Zeit vor dem Ersten Weltkrieg gefunden, wo Juden über sich selber lachen. Wir sehen uns in der langen Tradition des jüdischen Humors.“

## Politische Haltung
Sandy bezeichnet sich selbst unter anderem als „politischen Künstler“, der auch in kommerziellen Arbeiten versucht, eine „hintergründig-subversive Botschaft“ unterzubringen. Er fühlt sich der extremen israelischen Linken zugehörig und nimmt an Demonstrationen gegen den Bau der israelischen Sperranlagen teil, sieht sich aber dennoch als „guten Israeli“ und begrüßt die künstlerischen Freiheiten, die ihm der demokratische Staat gewährt. Seinen Wehrdienst brach er nach 18 Monaten ab, in dem er bei einem Psychiater Selbstmordabsichten äußerte und deshalb die zweite Hälfte der Dienstzeit nicht ableisten musste.

## Werke
- Shirley : a Sex Comedy. Noa Abarbanel & Amitai Sandy. Dimona Comix Group, 2005
- Geveret Start Up (Miss Start Up). Noa Abarbane & Amitai Sandy. Dimona, 2006
- Mar Bashlan. (Mr. Cook). Amitai Sandy & Noa Abarbanel. Dimona, 2007